# LightBox Interactive
LightBox Interactive était un studio américain de développement de jeux vidéo situé à Austin au Texas, fondé en janvier 2009 par Dylan Jobe et d'anciens membres d'Incognito Entertainment (Warhawk, Twisted Metal: Black). 
Bien qu'indépendant, le studio a été engagé en partenariat avec Sony dans le développement du titre Starhawk. Le 17 octobre 2012 LightBox Interactive annonce 24 licenciements et prévoit d'abandonner le développement sur console pour viser le marché du jeu sur iOS.

## Jeux
| Titre    | Date de sortie | Plates-formes | Notes                              |
| -------- | -------------- | ------------- | ---------------------------------- |
| Starhawk | 11 mai 2012    | PlayStation 3 | Développé avec Santa Monica Studio |